# John Fieldhouse
L'ammiraglio John David Elliott Fieldhouse, Barone di Fieldhouse (Leeds, 12 febbraio 1928 – Southampton, 17 febbraio 1992), è stato un ammiraglio britannico della Royal Navy e Capo di stato maggiore della difesa del Regno Unito.
Fra le altre, gli sono state conferite le onorificenze dell'Ordine del bagno e dell'Ordine dell'Impero Britannico.

## Carriera navale
John Fieldhouse iniziò la sua carriera come allievo ufficiale frequentando il Britannia Royal Naval College nel 1941. Dopo il necessario inizio di carriera da ufficiale subalterno, nel 1956 ebbe il suo primo comando, il sommergibile HMS Acheron. Successivamente venne assegnato al comando di altre unità sottomarine, come la HMS Tiptoe, la HMS Walrus (della classe Porpoise di fabbricazione inglese) e la HMS Dreadnought, il primo sottomarino nucleare britannico. Passato ai comandi di superficie, gli fu assegnata  una fregata, la HMS Diomede.
Terminato il periodo di comando dell'unità, nel 1974 venne nominato Ufficiale di Bandiera della Seconda Flottiglia, Ufficiale di Bandiera dei Sottomarini due anni dopo, Controller of the Navy (ispettore generale della Marina) nel 1979 e Comandante in Capo della Flotta nel 1981. In questa veste, ricoprì la carica di comandante della Task Force incaricata di recuperare le isole Falkland occupate dagli Argentini nel 1982. La Task Force 317 (questo era il nominativo assegnatole) affrontò le forze argentine nella guerra delle Falkland, riuscendo a riconquistare le isole.
Successivamente andò a ricoprire gli incarichi di Primo Lord del Mare e Chief of Naval Staff dal 1982 al 1985, e Chief of defence Staff (Capo di Stato Maggiore della Difesa) dal 1985 al 1988.

## Dopo il pensionamento
Dopo il pensionamento, avvenuto nel 1988, fu creato pari d'Inghilterra, con il nome di barone Fieldhouse, della città di Gosport nella contea dello Hampshire, nel 1990, e svolse attività di consulenza per il gruppo Vosper Thornycroft, dai cui cantieri navali sono uscite molte delle navi militari inglesi da oltre un secolo.

## Nella cultura di massa
Fieldhouse apparve in una controversa produzione televisiva della BBC apparsa nel 2002, intitolata  The Falklands Play.